# هتل‌های ملیا
هتل‌های ملیا (انگلیسی: Meliá Hotels) شرکت گردشگری اسپانیایی است، که در سال ۱۹۵۶ تأسیس شد.